# WarioWare: D.I.Y.
Wario Ware : D.I.Y. est un jeu vidéo sur Nintendo DS sorti le 29 avril 2009 au Japon, le 28 mars 2010 en Amérique du Nord et le 30 avril 2010 en Europe. Il fait partie de la série WarioWare.
« D.I.Y. » signifie « Do it yourself » (en français par « Faites-le vous-même »).
WarioWare: D.I.Y. propose près de 100 mini-jeux, ainsi qu'un éditeur de jeu.

## Création de mini-jeux
La particularité de ce jeu par rapport à la série WarioWare est d'offrir la possibilité de créer ses propres mini-jeux et de les partager avec d'autres utilisateurs de Wario Ware: D.I.Y. partout dans le monde. Ainsi, il est possible de créer les fonds ou décors, les objets ou sprites, les musiques, et les instructions d'action (règles invisibles de fonctionnement du jeu). Chaque instruction d'action étant composée d'un élément déclencheur et d'une action effectuée lorsque la condition de déclenchement est avérée.

## Partage de mini-jeux
Il est possible de transmettre ses créations à d'autres joueurs ayant la cartouche, via la liaison sans fil ou via Internet par la Connexion Wi-Fi Nintendo, jusqu'à la fermeture du service le 20 mai 2014. Il est toutefois possible de jouer à ses mini-jeux ou à ceux des autres sur sa télévision, si le joueur est équipé d'une Wii et du logiciel WiiWare WarioWare: D.I.Y. ShowCase.

## WarioWare: D.I.Y. ShowCase
WarioWare D.I.Y. peut-être lié avec WarioWare D.I.Y. Showcase, disponible sur WiiWare. Ce dernier permet de jouer aux créations DS sur Wii.